# Lancer du javelot masculin aux Jeux olympiques d'été de 1964
Navigation
Rome 1960 Mexico 1968
L'épreuve du lancer du javelot masculin aux Jeux olympiques de 1964 s'est déroulée le 14 octobre 1964 au Stade olympique national de Tokyo, au Japon.  Elle est remportée par le Finlandais Pauli Nevala.

## Résultats

### Finale
| Rang               | Athlète            | Pays                       | Marque  | Essais | Essais | Essais | Essais        | Essais        | Essais        |
| Rang               | Athlète            | Pays                       | Marque  | 1      | 2      | 3      | 4             | 5             | 6             |
| ------------------ | ------------------ | -------------------------- | ------- | ------ | ------ | ------ | ------------- | ------------- | ------------- |
| Médaille d'or      | Pauli Nevala       | Finlande                   | 82.66 m | 76.42  | 78.39  | X      | 82.66         | X             | X             |
| Médaille d'argent  | Gergely Kulcsár    | Hongrie                    | 82.32 m | 75.00  | 77.28  | 78.28  | 82.32         | 78.57         | 79.78         |
| Médaille de bronze | Jānis Lūsis        | Union soviétique           | 80.57 m | 72.51  | 80.57  | 79.85  | 78.94         | 78.07         | X             |
| 4                  | Janusz Sidło       | Pologne                    | 80.17 m | 80.17  | X      | X      | X             | 76.97         | 78.17         |
| 5                  | Urs von Wartburg   | Suisse                     | 78.72 m | 78.72  | 76.84  | 76.36  | 73.08         | 73.12         | X             |
| 6                  | Jorma Kinnunen     | Finlande                   | 76.94 m | 72.32  | 76.36  | 71.81  | 76.94         | X             | 72.45         |
| 7                  | Rolf Herings       | Équipe unifiée d'Allemagne | 74.72 m | 66.22  | X      | 74.72  | Non qualifiés | Non qualifiés | Non qualifiés |
| 8                  | Vladimir Kuznetsov | Union soviétique           | 74.26 m | 73.90  | 68.89  | 74.26  | Non qualifiés | Non qualifiés | Non qualifiés |
| 9                  | Władysław Nikiciuk | Pologne                    | 73.11 m | 71.01  | X      | 73.11  | Non qualifiés | Non qualifiés | Non qualifiés |
| 10                 | Christos Pierrakos | Grèce                      | 72.65 m | 70.24  | 72.65  | 72.02  | Non qualifiés | Non qualifiés | Non qualifiés |
| 11                 | Ed Red             | États-Unis                 | 71.52 m | 69.39  | 68.15  | 71.52  | Non qualifiés | Non qualifiés | Non qualifiés |
| 12                 | Hans Schenk        | Équipe unifiée d'Allemagne | 69.82 m | 69.82  | 66.44  | 68.51  | Non qualifiés | Non qualifiés | Non qualifiés |